# Ludvigkanalen

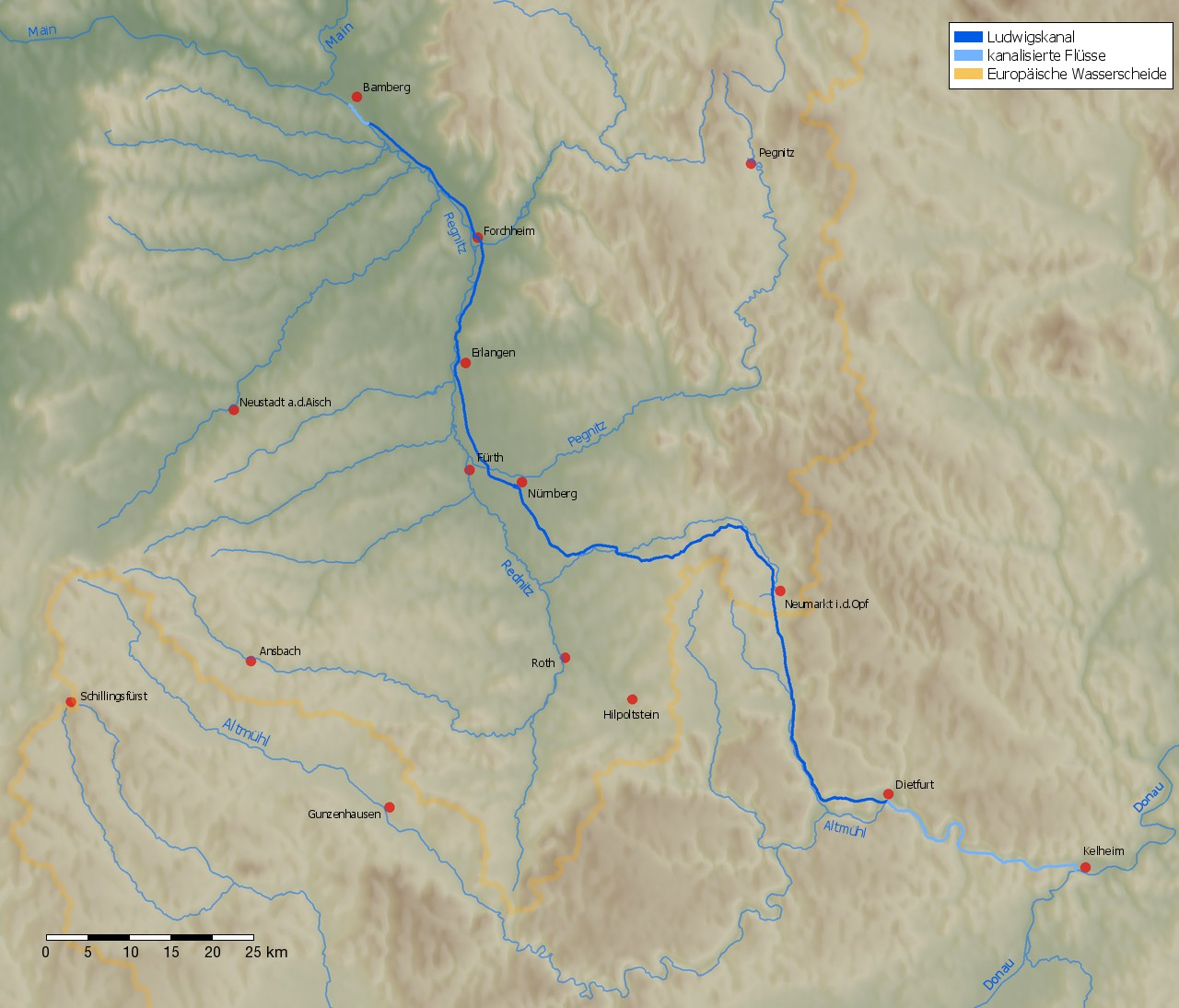
Ludwigskanalens sträckning

Ludwigkanalen, även känd som Ludwig-Donau-Main-Kanalen var en 172,4 kilometer lång vattenväg mellan floderna Donau vid Kelheim och Main vid Bamberg. Kanalen länkade därmed ihop Donaus avrinningsområde med Rhens flodområde. Kanalen byggdes mellan 1836 och 1846 som en del av en farbar förbindelse mellan Nordsjön nära Rotterdam och Svarta havet i Constanța. Genom att kanalen korsade Donaus och Rhens vattendelare behövdes det då runt 100 slussar för att klara höjdskillnaden på cirka 260 meter.
Kanalen var relativt smal med många slussar och med brist på vatten; i toppavsnittet blev driften av vattenvägen snart oekonomisk - särskilt med tanke på den snabba utvecklingen i byggandet av järnvägsnätet i den sydtyska landsbygden. Kanalen lades slutligen ned år 1950, istället för reparera de skador som uppstått under andra världskriget. Kanalen var uppkallad efter kung Ludwig I av Bayern. 
Kanalen ersattes senare med den betydligt större Europakanalen (även Rhen-Main-Donau-kanalen) som blev klar 1992.

## Bakgrund

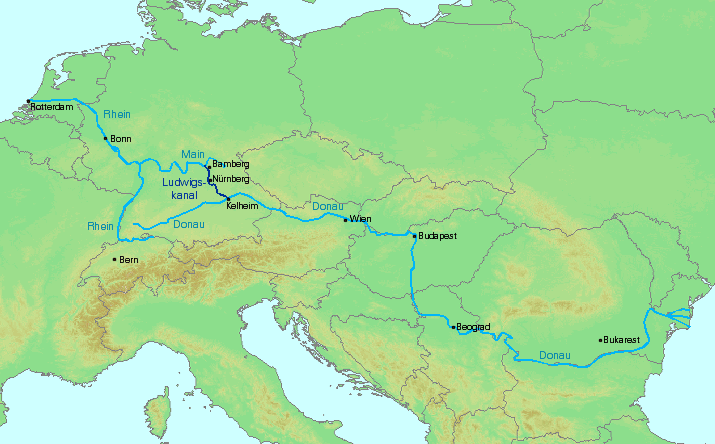
Ludwigkanalen

Den första kända försöket att skapa en farbar förbindelse mellan Nordsjön och Svarta havet gjordes för mer än 1200 år sedan. Under år 793 grävdes denna första kanal nära Treuchtlingen på uppdrag av Karl den store. Kanalen, känd som Fossa Carolina, var planerad mellan floderna Fränkische Rezat och Altmühl över den europeiska vattendelaren. På grund av dåligt väder och ogynnsamma markförhållanden blev denna kanal antagligen aldrig färdig. Vissa historiker menar att den var delvis användbar ändå. Eftersom slusstekniken inte var känd vid den tiden, skulle höjdskillnaden klaras av genom att transportera båtarna landvägen mellan dammar.
Ludwig-Donau-Main-kanalen började planeras 1825, då Ludwig I gav Baron Henry von Pechmann uppgift att planera kanalen. Pechmann själv var engagerad i projektet redan sedan 1818. År 1836 började kanalen byggas och den stod färdig efter 10 år. En 172 km lång kanal mellan Kelheim och Bamberg byggdes och för att övervinna höjdskillnader mellan Kelheim (338 m över havet) över Voralb (417 m ö.h.) till Bamberg (230 m ö.h.) byggdes cirka 100 slussar.
Efter 4 år fraktade kanalen som mest gods, men efter 1860 blev järnvägsnätet i Bayern så pass utvecklat, att kanalen inte längre kunde stå emot sina konkurrenter. Lastvolymen minskade stadigt och kanalen blev alltmer oekonomisk.
Kanalen fick stora skador 1945 i samband med andra världskriget och stängdes sedan officiellt 1950. Några sträckor mellan Nürnberg och Bamberg blev nästan helt förstörda genom bygget av motorvägen A73 ( Frankenschnellweg). Efter 1980 blev ytterligare sektioner mellan Kelheim och Berching igenlagda eller upptogs i Main-Donau-kanalen, även kallad Europakanalen.

## Slussar

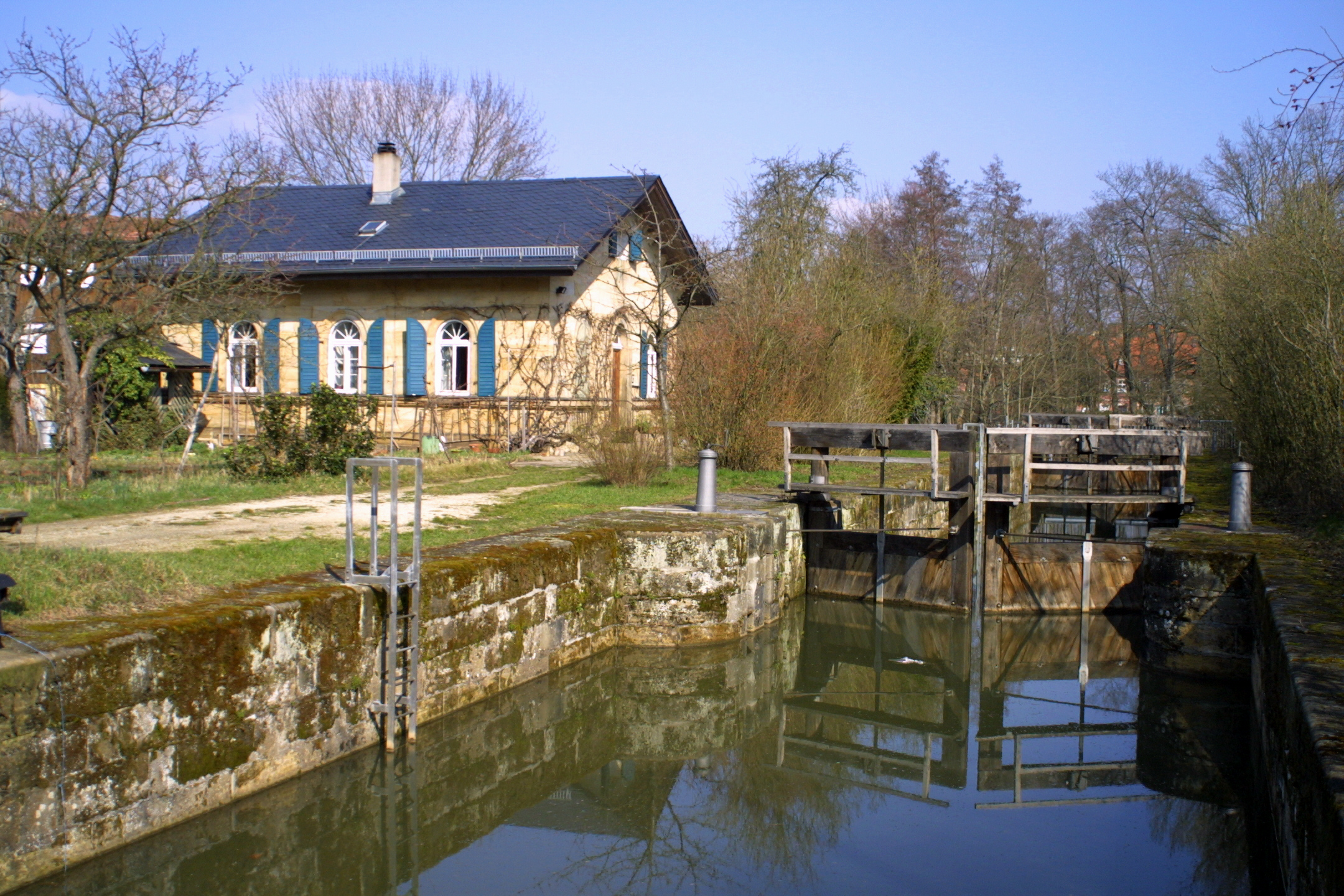
Sluss 100 vid Bamberg

Av de ursprungliga 100 slussarna är nästan två tredjedelar fortfarande bevarade, men några av dem är spärrade. Slusskamrarna var 4,67 meter breda och hade en längd på 34,50 meter. De flesta av slussarna hade en tredje slussport som begränsade längden till cirka 28,30 meter, för att spara vatten. Denna tredje port fanns dock inte på slussarna längs de naturliga vattendragen Altmühl och Regnitz eller på sluss 100 i Bamberg, eftersom det där inte fanns något behov av att spara vatten.
Slusshöjden varierade mellan 2,33 meter och 3,20 meter och slussningen tog mellan 10 och 15 minuter. Slussportarna var byggda av ek och har i dag i de flesta fallen ersatts.

### Slussningen
Varje slussning krävde runt 510 kubikmeter vatten. Eftersom det inte fanns några depåbassänger längs sträckan, flödade varje slussning vatten ned i dalen. En av de största utmaningarna med projektet var därför att ge kanalen en tillräcklig försörjning av vatten, vilket krävde ett antal pumpstationer .